# 清海鎮海運
清海鎮海運（チョンヘジンかいうん、청해진해운, CMC）は、かつて存在した大韓民国（韓国）の海運会社である。
仁川 - 済州、仁川 - 白翎島、麗水 - 巨文島などでの定期航路運航のほか、ソウル特別市で漢江の水上タクシー事業を行っていた。2014年4月16日にセウォル号沈没事故を起こして以降、全航路の運航が停止され、のちに路線免許の取り消しによって事業継続が困難となり、2014年5月には事実上倒産した。

## 沿革
- 1999年3月10日：会社設立。
- 1999年7月：仁川 - 済州路線、仁川 - 白翎島路線に就航
- 2004年10月10日：全羅南道高興郡鹿洞 - 巨文島路線に就航（のち麗水 - 巨文島に変更）
- 2006年12月27日：ソウル・漢江で運行する水上タクシー会社「チャルゴ（チャルゴ：『楽しい』の意）ソウル」と提携[1]
- 2010年2月22日：上述チャルゴ・ソウルを買収、子会社化
- 2013年3月15日：セウォル号、仁川 - 済州路線に就航
- 2014年4月16日：セウォル号沈没事故発生
- 2014年5月12日：仁川 - 済州路線免許取り消し
- 2014年5月19日：不渡り発生。事実上倒産する
- 2016年5月9日 : 会社廃業

## 船舶
- オハマナ号（6322トン：元 大島運輸（現：マルエーフェリー）「フェリーあけぼの (初代)[2]」）：仁川 - 済州路線 （カーフェリー）
- セウォル号（6825トン：元マルエーフェリー「フェリーなみのうえ[3]」）：仁川 - 済州路線（カーフェリー）
- デモクラシー号（396トン）：仁川 - 白翎島路線（高速船[4]）
- オガコ号（297トン）：麗水 - 巨文島路線（高速船）

## 経営
京郷新聞によると清海鎮海運は 1997年不渡り処理されたセモ海運（経営者はユ・ビョンオン、兪炳彦）を前身として1999年2月に設立され、ユ・ビョンオンの2人の息子が最大株主であるアイウォンアイホールディングスが事実上支配する会社であることが明らかにされた。ユ・ビョンオンはキリスト教福音浸礼会（別名、救援派）の牧師で 1987年終末論を立てて信徒たちが集団自殺した ‘五大洋事件’の背後にいる人物と目され検察捜査を受けたことがある。救援派関係者たちの間では “清海鎮海運は救援派信徒たちが多数関わっている会社”という証言が出ている。